# 伊拉监狱与拘留机构

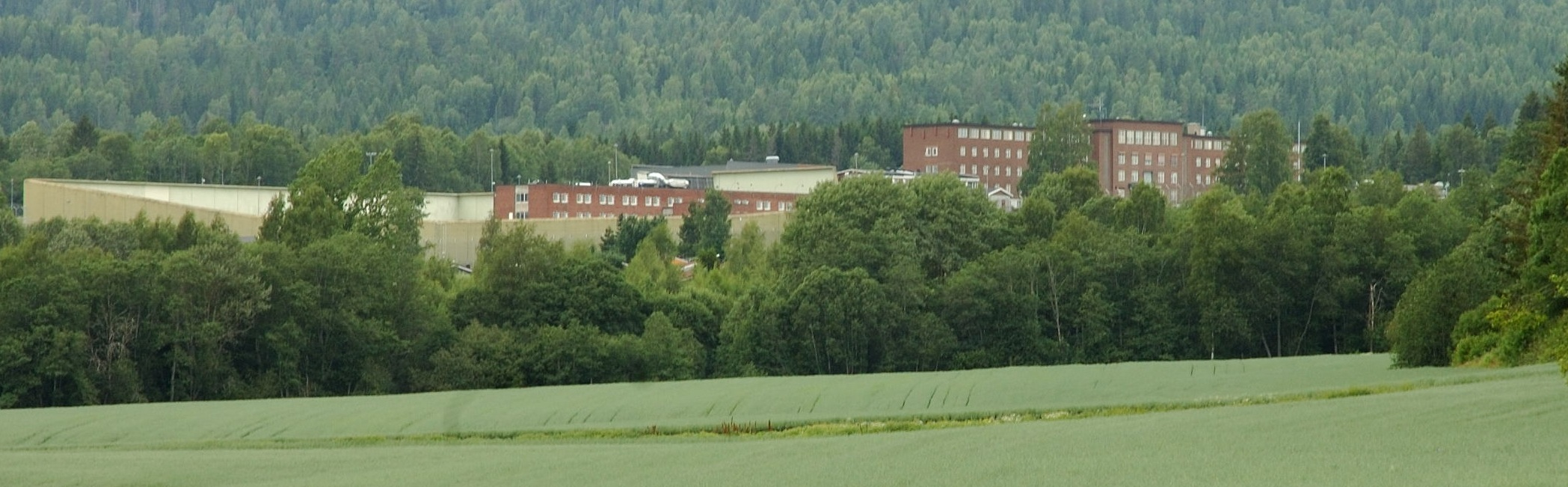
伊拉监狱与拘留机构

伊拉监狱与拘留机构（挪威语：Ila fengsel og forvaringsanstalt）是位于阿克什胡斯郡伯鲁姆市伊拉地区的一所监狱。该监狱共有124个床位，分布在12个分区内，员工约230人。其中超过一半（67个床位）为被判处拘留的罪犯所设。

## 历史
伊拉监狱最初于1938年至1939年间作为女子监狱修建，并于1940年启用，恰逢第二次世界大战爆发及德国占领挪威。自1940年起，监狱被用作关押挪威战俘的设施。1941年起，该地被德军用作格里尼战俘营（Grini fangeleir），成为一处集中营。 战时主要关押反对纳粹政权的挪威政治犯。
战后，该地改名为伊勒布监狱（Ilebu fengsel），自1945年5月8日起，成为挪威战后清算中审前羁押与定罪的叛国者收押场所。
自1951年起，伊拉成为“安全监护机构”（sikringsanstalt），用于收押同时被判刑与安全监护的罪犯。1976年至2000年，该机构称为伊拉国家监狱与安全机构（Ila landsfengsel og sikringsanstalt）。
2002年，随着首个拘留单元的启用，监狱更名为伊拉监狱、拘留与安全机构（Ila fengsel, forvarings- og sikringsanstalt），并成为全挪威唯一指定的男性拘留监狱。尽管当时法院已不再判处“安全监护”，名称中仍保留“安全机构”字样，因为部分囚犯仍根据旧制服刑。2011年，由于此类囚犯已全部服刑完毕，机构再度更名为伊拉监狱与拘留机构（Ila fengsel og forvaringsanstalt）。
该设施后续进行了全面内部整修，目前常规收容能力为124人，分布在12个分区。